# ۱۳۳۷ (قمری)
۱۳۳۷ (قمری)، هزار و سیصد و سی و هفتمین سال در گاهشماری هجری قمری است. اول محرم این سال برابر با هفتم اکتبر سال ۱۹۱۸ میلادی است.

## درگذشتگان
۲۸ رجب - سید محمدکاظم طباطبایی یزدی، فقیه نامدار شیعی و نویسنده کتاب عروة الوثقی.

## وابسته
- سید حسن مدرس
- لطف‌الله صافی گلپایگانی
- سید محمدکاظم طباطبایی یزدی
- کومش
- ناظم‌الاسلام کرمانی